# Георги Зеленогоров
Георги Иванов Зеленогоров е български офицер, капитан.

## Биография
Георги Зеленогоров е роден през 1859 година в тетевенското село Ракита, тогава в Османската империя. Завършва Габровското класно училище, след което учителства в Тетевен между 1872 и 1873 година. През 1879 година завършва първия випуск на Военното училище в София. Служи в обсадната батарея на Видинския гарнизон. Завършва Михайловската артилерийска военна академия в Русия (1885).
Участва в Сръбско-българската война (1885). Началник на крепостната артилерия на Видинската крепост и командир на левофланговия участък и белоградчишкия редут. Проявява се в боевете при Видин. Награден е с Орден „За Храброст“ IV ст. и Орден „За заслуга“.
Участва в детронацията на Княз Александър I Батенберг на 9 август 1886 г. и в Русенския бунт на офицерите-русофили на 19 февруари/1 март 1887 г. Осъден е от военнополеви съд на смърт и разстрелян на 22 февруари/6 март 1887 г. в местността Левент табия край Русе заедно с майор Атанас Узунов, майор Олимпи Панов, подпоручик Димо Тръмбешки, подпоручик Кожухарски, подпоручик Енчев, подпоручик Божински, Тома Кърджиев и Александър Цветков.

## Военни звания
- Прапоршчик (10 май 1879)
- Подпоручик (1 ноември 1879, преименуван)
- Поручик (30 август 1882)
- Капитан